# Супрефект (Франция)
Cупрефе́кт(фр. sous-préfet) — термин, обозначающий во Франции одновременно и функцию (чиновник высокого уровня, служащий под руководством префекта), и звание члена корпуса префектов. Статус супрефекта установлен указом № 64-260 от 14 марта 1964 года.

## История
Должности супрефектов округов были введены Наполеоном (законом от 17 февраля 1800 года) одновременно с должностями префектов. В каждом округе был один супрефект. Первоначально в столичном округе департамента функции, присущие супрефекту, выполнял префект.
Постановление от 6 апреля 1811 г. установило по одному супрефекту в каждом округе, в том числе в столице департамента.
Указом от 20 декабря 1815, в целях экономии, функции супрефекта округа столицы департамента и генерального секретаря префектуры объединяются.
Генеральные секретари префектур упразднены указом 1 августа 1817 года и восстановлены указом 1 мая 1820 года.

## Набор кадров и карьера
Обычно супрефектами становятся выходцы из среды государственных чиновников, закончивших Национальную школу администрации (ЭНА). Супрефекты выбираются из государственных чиновников министерства внутренних дел.

## Функции
Супрефект возглавляет территориальную супрефектуру, расположенную в административном центре округа. Супрефект — представитель префекта в административном округе. Префекты делегируют супрефектам полномочия в пределах своей компетенции. Супрефект может выполнять ряд функций:
- Супрефект округа, исполняющий историческую функцию, признаваемую общественностью, является представителем государства в округе. На уровне округа руководит деятельностью коммун, входящих в состав данного округа, окружной полицией, инженерными службами, ведает составлением избирательных списков и др.
- Генеральный секретарь префектуры, управляющий персоналом и ресурсами префектуры, а также, за исключением особых случаев, супрефект административного центра округа.
- Руководитель кабинета префекта, осуществляющий помощь префекту в деятельности по координации полиции и жандармерии, аварийно-спасательных служб, а также в предотвращении и урегулировании кризисов и исключительных ситуаций.
- Заместитель генерального секретаря префектуры.
- Супрефект, руководящий проведением городской политики.

## Форма
Форма служащих, входящих в корпус префектов, была модифицирована постановлением генерала де Голля (1 августа 1945 года), вводящим полную парадную форму, включающую двууголку, мундир с эполетами и шитьём на рукавах, чёрный шёлковый пояс с золотыми кистями и шпагу.
В настоящее время действует три вида формы:
- наряд для церемоний, включающий мундир с эполетами и шитьём на рукавах, форменные брюки с лампасами серого шёлка;
- наряд для летних церемоний (в частности, для сотрудников зарубежных префектур) аналогичный вышеописанному, но белый и с белыми туфлями;
- вечерний наряд (мундир с эполетами и шитьём на рукавах, белый пикейный жилет, форменные брюки с золотыми лампасами).

Обшлага рукавов мундира супрефекта украшены вышивкой в виде гирлянды переплетающихся дубовых и оливковых ветвей.
На поле эполета супрефекта вышиты оливковые листья.
Кокарда фуражки супрефекта украшена гирляндой переплетающихся дубовых и оливковых ветвей.